# Jean Thore
Jean Thore (Montaut-les-Créneaux, 13 de outubro de 1762 – Dax, 27 de abril de 1823) foi um médico e botânico francês.